# Ambatosoa (Ambohimahasoa)
Ne doit pas être confondu avec Ambatosoa (région).
Ambatosoa est une commune rurale malgache située dans la partie nord-est de la région de la Haute Matsiatra.